# Neuroleon (Neuroleon) sociorus
Neuroleon (Neuroleon) sociorus is een insect uit de familie van de mierenleeuwen (Myrmeleontidae), die tot de orde netvleugeligen (Neuroptera) behoort. 
Neuroleon (Neuroleon) sociorus is voor het eerst wetenschappelijk beschreven door Hölzel & Ohm in 1983.